# Yahya ibn Ismail al-Ma'mun

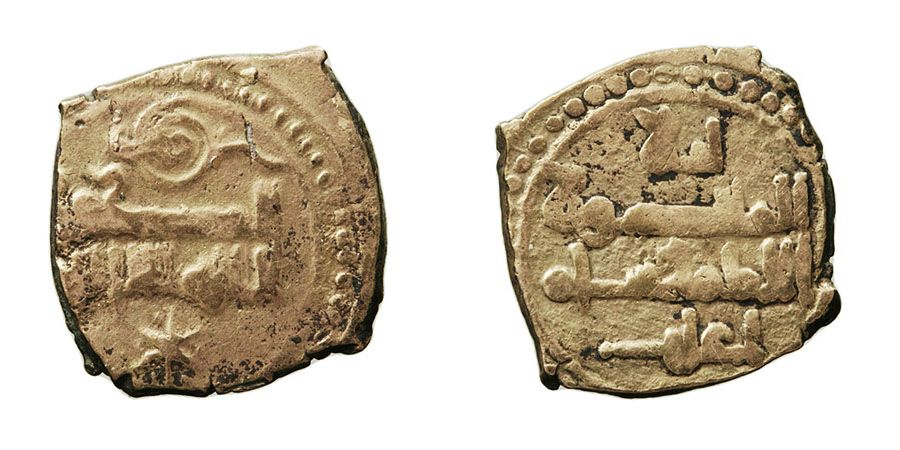
Dinar

Yahya ibn Ismail al-Ma'mun (overleden in Córdoba (Spanje), 1075) was emir van de taifa Toledo van 1043 tot 1075. Als emir nam hij de titel al-Ma'mun aan.
Al-Ma'mun (of Yahya ben Ismael ben-Dylinun of Yahya I) was de zoon van Ismail ibn Dil-Nun en behoorde tot de Banu Dil-Nun, een Berberstam van de Hawwara. De Banu Dil-Nun leefden al vanaf de mosliminvasie in de 8ste eeuw in Al-Andalus.
In 1065 annexeerde hij met toestemming van Ferdinand I van Castilië de taifa Valencia. In 1072 beschermde hij koning Alfons VI van Castilië door hem voor negen maanden in ballingschap in Toledo op te vangen.
Met hulp van Alfons VI wist hij in 1075 taifa Córdoba op Al Mu'tamid, emir van de taifa Sevilla, in te nemen. Later dat jaar kwam hij om het leven door vergiftiging. Volgens legendes was hij de vader van de christelijke heilige Casilda van Toledo.